# Jean d'Égypte
Ne doit pas être confondu avec Jean de Lycopolis.
Jean d'Égypte ou Jean l'Égyptien est un martyr mort par le glaive en Palestine sous Maximien (vers l'an 310). Il est considéré saint et est célébré le 20 septembre. Selon Eusèbe de Césarée : « Il avait eu les membres coupés pour la foi de Jésus-Christ. Il avait perdu les yeux du corps. Mais il expliquait à ses auditeurs des passages entiers de l'Écriture, montrant ainsi que l'homme essentiel est l'homme intérieur. »

## Histoire
(mai 2023).
Jean l’“Égyptien” naquit au second siècle après Jésus-Christ d'une famille chrétienne très modeste. Durant 25 ans il exerce le métier de charpentier. Il considère que le salut de son âme prime sur les matérialités de l'existence terrestre. Il abandonne donc son métier et son entourage pour une existence exclusivement vouée à Dieu. Il rencontre alors un ermite mystique qui selon l'histoire l'aurait initié à l'obéissance divine, en lui enseignant des exigences ascétiques de nature absurde en apparence. Cela, afin de l'habituer à obéir dans l'unique but de plaire à Dieu.
Les premiers ermites connus de la chrétienté (dont le premier cité, saint Paul Ermite) partaient alors pour s'établir dans les grottes du désert de Haute-Égypte, dans la région de Thèbes. 
Jean Cassien rapporte une histoire selon laquelle Jean d'Égypte recut l'ordre d'arroser un bâton sec et à demi pourri, deux fois par jour pendant toute une année, jusqu'à ce que ce baton eût pris racine et porté des fruits. D'autres anecdotes rapportent qu'il fallait aussi chercher de l'eau à deux miles de distance, sous le soleil de plomb d'Égypte. Ou encore, alors qu'il ne leur restait qu'une seule fiole d'huile pour assaisonner leurs repas et légumes, Jean eut l'ordre de s'en débarrasser par la fenêtre, ce qu'il exécuta sans la moindre objection. 
Après douze années de totale abnégation, le jeune ermite qu'était devenu Jean passa plusieurs années dans divers monastères, puis cédant à l'attrait pour la solitude, il se retira dans une retraite absolue. Il se creusa une grotte avec une seule petite lucarne comme ouverture, par laquelle lui parvenait sa nourriture (le destin des moines reclus chrétiens). Cette vie stoïque lui attire ainsi de multiples visiteurs auxquels il n'acceptait de parler que le samedi et le dimanche.

## Mort en martyr chrétien
Il aurait vécu ainsi cinquante ans en ermite, dans la plus totale dévotion. Il est exécuté sous Maximien en même temps que ses quarante compagnons.